# گیره (دریانوردی)
در دریانوردی «گیره» وسیله‌ای برای ثابت نگهداشتن طناب است.

## گونه‌ها
- گیره شاخدار گیره‌ای قدیمی است که از دو شاخ کنار هم و موازی با عرشه یا محور دکل قرار می‌گیرد. گیره شاخدار به کف عرشه یا دکل وصل می‌شود و شبیه سندان است.
- گیره بادامکی از یک یا دو بادامک فنردار پدید آمده که طناب را نگه می‌دارند. با این گیره می‌توان طناب را به آسانی تنظیم کرد و با فشار، به سرعت آزاد کرد.
- گیره قفل‌دار، خط مهار را با شکاف Vمانند نگه می‌دارد.
- گیره دندانه‌دار که در آن طناب بین دو قطعه ثابت دندانه‌دار نگه داشته می‌شود. چنین گیره‌ای (به شکل غیر معقولی) شبیه دو پوسته صدف است که پشت آنها روبروی هم قرار دارند. با اینکه گیره دندانه‌دار، محکم‌تر از گیره بادامکی است اما در آن، آزاد شدن طناب، تحت فشار، سخت‌تر است.

گره گیره دریانوری، طناب را به گیره نگه می‌دارد.

## نگارخانه

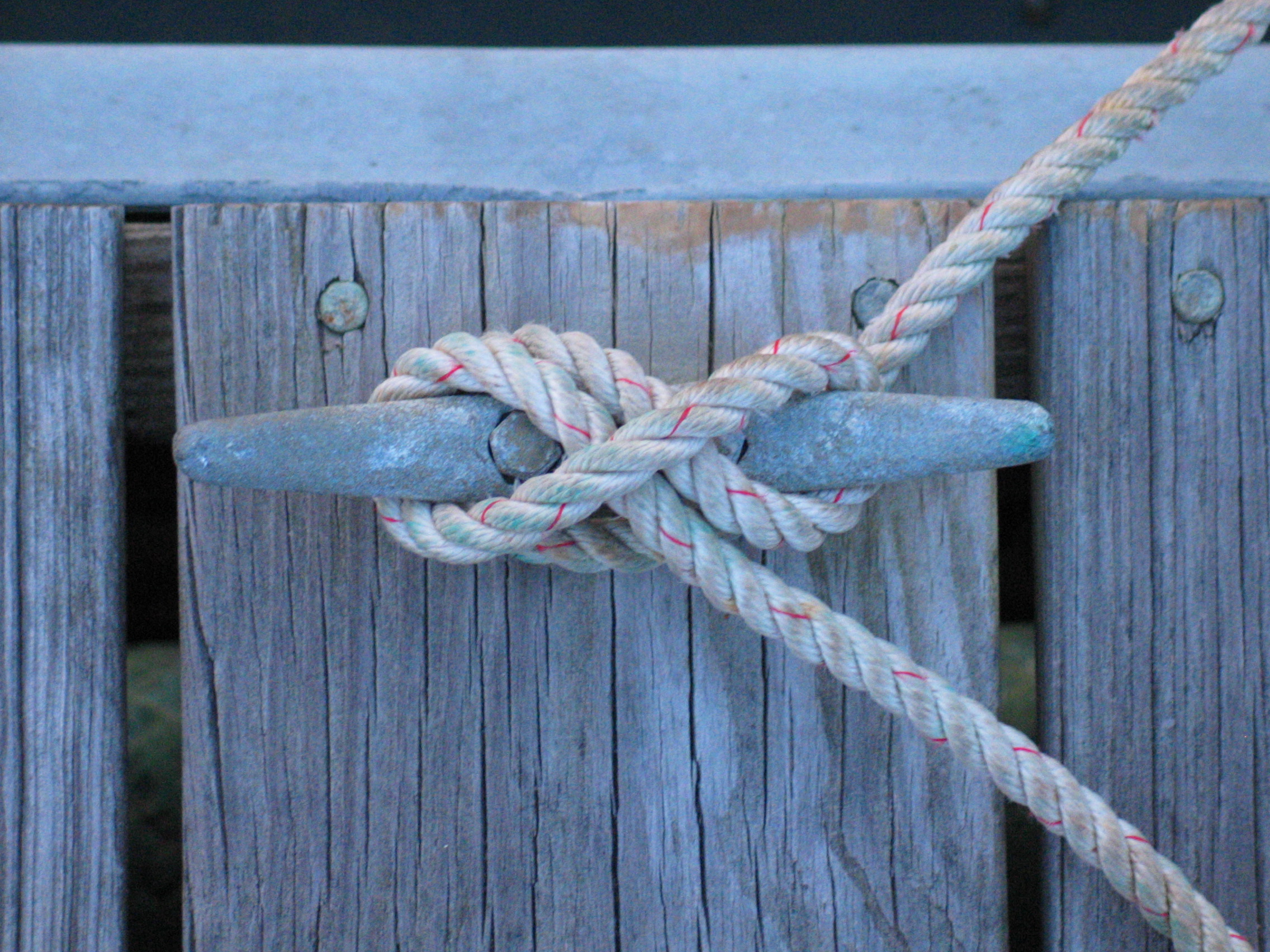
یک گیره شاخدار با طناب پیچیده شده و گره گیره در عرشه کشتی. در این نگاره، طناب به اشتباه پیچیده شده‌است. زیرا هنگامی که طناب از گوشه بالا-راست نگاره به سوی گیره می‌آید باید در آغاز به پایین شاخ دورتر یعنی شاخ سمت چپ برود و پس از بیرون آمدن از طرف بالای شاخ چپ به سمت پایین شاخ راست برود.
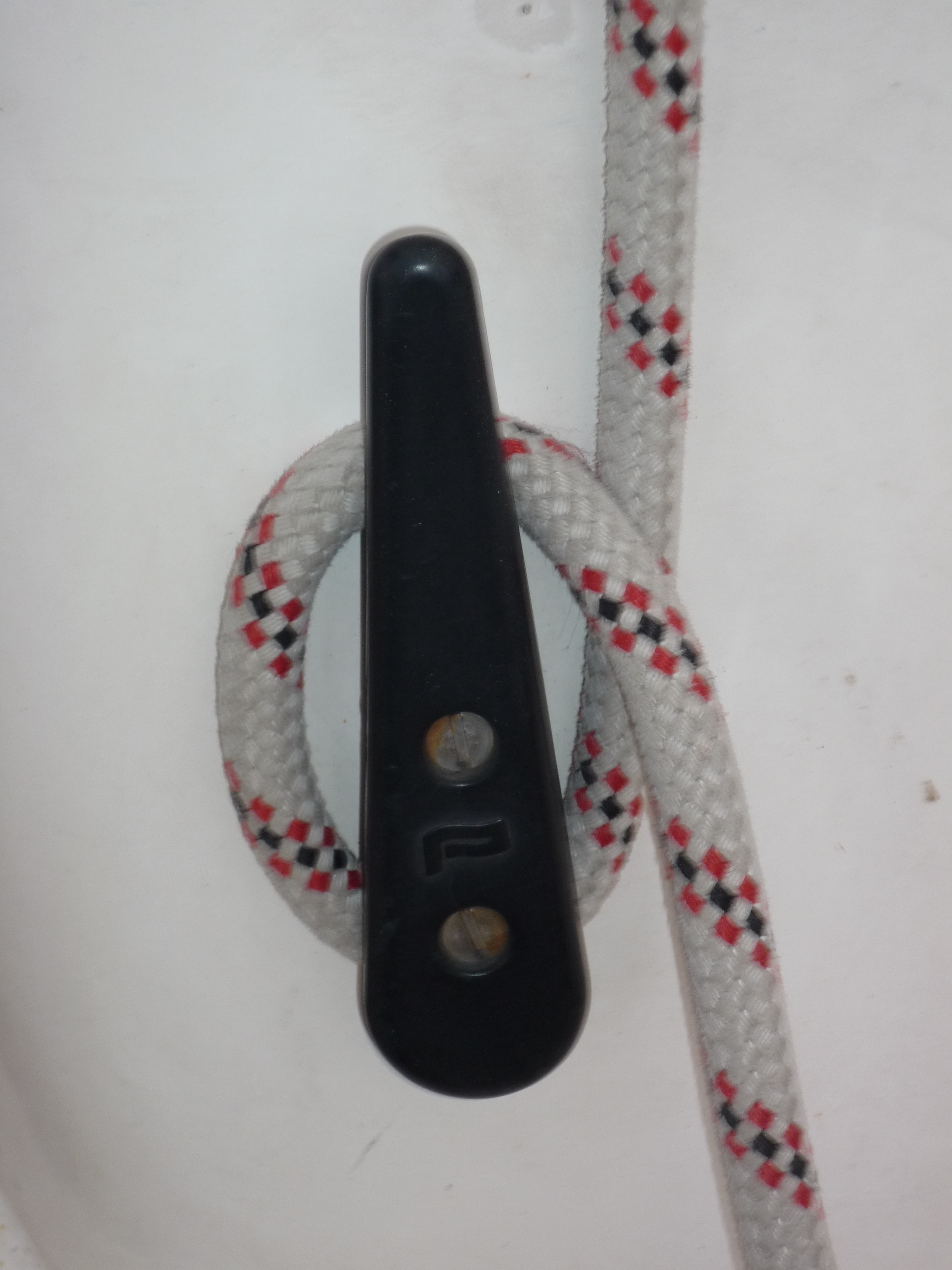
گیره قفل‌دار که در آن طناب، زیر پیچ‌ها آزادانه به دور بخش پایینی گیره حرکت می‌کند. بخش بالایی گیره، باریک می‌شود. بنابراین با نزدیک شدن به پیچ‌ها فضای بین گیره و قایق، کوچکتر می‌شود. بنابراین با به سمت پایین کشیدن طناب، در گوه گیر می‌کند.
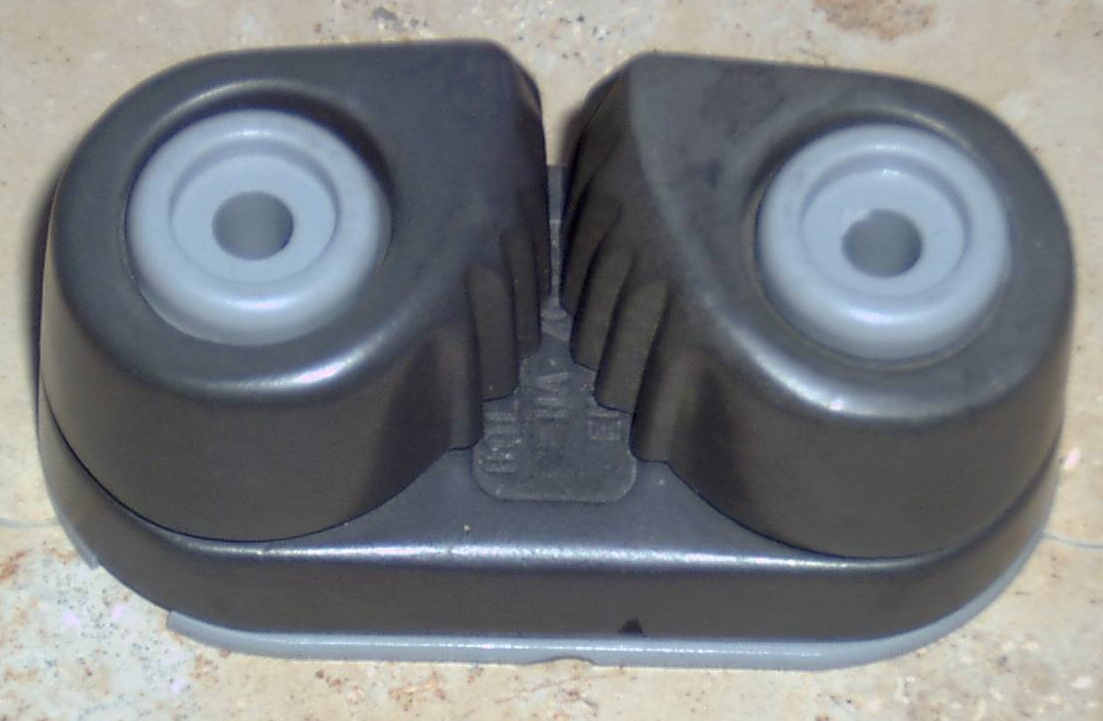
گیره بادامکی که در آن طناب با حرکت به یک سوی مشخص از میان دو بادامک رد می‌شود. اما اگر از طرف مقابل کشیده شود گیر می‌کند.
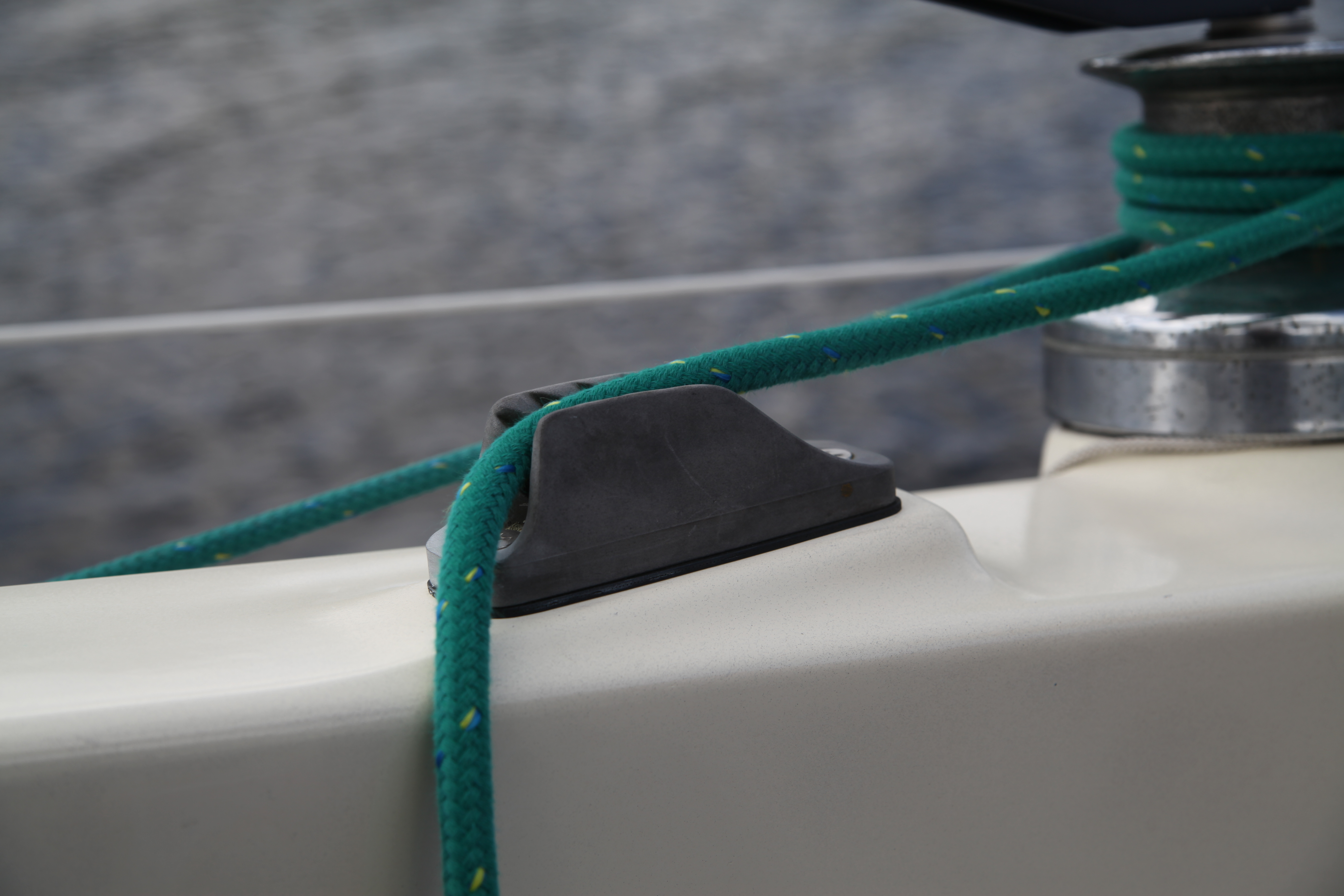
گیره دندانه‌دار.